# Chotyně
Chotyně település Csehországban, Libereci járásban. Chotyně Hrádek nad Nisou és Bílý Kostel nad Nisou településekkel határos. Lakosainak száma 1070 fő (2024. január 1.).

## Népesség
A település lakosságának változását az alábbi diagram mutatja:
| Lakosok száma | 940  | 1150 | 1345 | 901  | 925  | 836  | 990  | 1019 | 1036 | 1070 |
|               | 1869 | 1890 | 1921 | 1950 | 1980 | 2001 | 2017 | 2019 | 2022 | 2024 |